# 226
Năm 226 là một năm trong lịch Julius. 